# Banjul Hawks FC
El Banjul Hawks Football Club o simplemente Hawks Football Club es un equipo de fútbol de Gambia que juega en la Liga de fútbol de Gambia, la liga de fútbol más importante del país.

## Historia
Fue fundado en el año 1974 en la capital Banjul con el nombre Mabella Football Club, aunque más tarde cambiaron su nombre por el que tiene actualmente. Han sido campeones de liga en 2 ocasiones y han ganado el título de copa en 4 ocasiones.
A nivel internacional han participado en 3 torneos continentales, en donde su mejor participación ha sido en la Copa Confederación de la CAF 2007, en la que fueron eliminados en la segunda ronda por el Dolphins de Nigeria.

## Palmarés
- Liga de fútbol de Gambia: 3

1992-93, 1995-96, 2021-22
- Copa de fútbol de Gambia: 4

1982-83, 1995-96, 2005-06, 2016-17

## Participación en competiciones de la CAF
| Temporada | Torneo                       | Ronda      | Club            | Casa  | Visita | Global  |
| --------- | ---------------------------- | ---------- | --------------- | ----- | ------ | ------- |
| 1984      | Recopa Africana              | Preliminar | Mighty Barrolle | 0-0   | 0-3    | 0-3     |
| 2007      | Copa Confederación de la CAF | 1          | Denguelé Sports | 0-0   | 1-1    | 1-1 (a) |
| 2007      | Copa Confederación de la CAF | 2          | Dolphins        | 0-0   | 0-1    | 0-1     |
| 2018      | Copa Confederación de la CAF | Preliminar | Akwa United FC  | 2-1   | 0-2    | 2-3     |
| 2022-23   | Liga de Campeones de la CAF  | 1          | Horoya AC       | w.o.1 | w.o.1  | w.o.1   |

1- Banjul Hawks abandonó el torneo.

## Jugadores

### Jugadores destacados
- Paul Jatta
- Omar Koroma[2]